# Zhangping
Zhāngpíng Shì o ciudad de Zhāngpíng es una localidad de la ciudad-prefectura de Longyan en la provincia de Fujian, República Popular China, con una población censada en noviembre de 2010 de 240 194 habitantes.
Se encuentra situada al suroeste de la provincia, cerca de la frontera con las provincias de Guangdong y Jiangxi.

## Transporte
Zhangping es un centro ferroviario en el suroeste de Fujian, donde convergen los ferrocarriles Yingtan–Xiamen, Zhangping–Longchuan y Zhangping–Quanzhou–Xiaocuo.

## Divisiones administrativas
Subdistritos:
- Jingcheng Subdistrict (菁城街道), Guilin Subdistrict (桂林街道)

Pueblos:
- Xinqiao (新桥镇), Yongfu (永福镇), Xinan (溪南镇), Shuangyang (双洋镇), Heping (和平镇), Gongqiao (拱桥镇), Xianghu (象湖镇), Chishui (赤水镇)

Municipios:
- Luzhi Township (芦芝乡), Xiyuan Township (西园乡), Nanyang Township (南洋乡), Guantian Township (官田乡), Wuci Township (吾祠乡), Lingdi Township (灵地乡)